# Kibler
Kibler é uma cidade localizada no estado americano de Arkansas, no Condado de Crawford.

## Demografia
Segundo o censo americano de 2000, a sua população era de 969 habitantes.
Em 2006, foi estimada uma população de 1034, um aumento de 65 (6.7%).

## Geografia
De acordo com o United States Census Bureau, a localidade tem uma área de 11,7 km², sem área coberta por água.

## Localidades na vizinhança
O diagrama seguinte representa as localidades num raio de 16 km ao redor de Kibler.